# Александар Бортников
Александар Васиљевич Бортников (рус. Александр Васильевич Бортников; рођен 15. новембра 1951) је руски обавештајац који је од 2008. био директор Федералне службе безбедности (ФСБ). Један је од најмоћнијих припадника силовичке фракције ужег круга председника Владимира Путина. Херој Руске Федерације је од 2019. године и има чин генерала армије, други највиши степен у употреби у руској војсци. Према неким стручњацима, одиграо је кључну улогу у Путиновој одлуци да нападне Украјину 2022. године.

## Младост и каријера
Рођен је у Молотову, Руска СФСР, Совјетски Савез (сада Перм, Русија) 1951. Године 1966. се придружио Комсомолу, омладинском крилу Комунистичке партије. Дипломирао је на Лењинградском институту железничких инжењера 1973, након чега се скоро одмах придружио Комунистичкој партији. Потом је две године радио као железнички инжењер у Гатчини пре него што се придружио Комитету за државну безбедност (КГБ) 1975. Наредних двадесет осам година је провео радећи за КГБ, његовог привременог наследника, Федералну контраобавештајну службу (ФСК) и на крају ФСБ, са седиштем у Лењинграду/Санкт Петербургу током читавог периода. Према The Times of London, Бортников и Владимир Путин су се први пут срели док су обојица били стационирани у Лењинграду 1970-их, међутим Бортников никада није елаборирао гласине о њиховом првом сусрету.
Бортников је прекинуо у јуну 2003. године, када је Сергеј Смирнов, начелник ФСБ-а Санкт Петербурга и Лењинградске области, послат у Москву да постане главни заменик директора агенције усред скандала о корупцији „Три кита”. Бортников је унапређен како би попунио упражњено место, а 24. фебруара 2004. је пребачен у Москву и постављен за шефа Службе економске безбедности ФСБ-а, заменика директора агенције. Сергеј Наришкин, садашњи шеф Спољне обавештајне службе (СВР), је пребачен из Санкт Петербурга у Москву у исто време.
У фебруару 2007. је руски часопис The New Times писао о плану за убиство пребеглог официра ФСБ Александра Литвињенка, позивајући се на извор у ФСБ, наводећи да је „шеф Одељења за економску безбедност ФСБ генерал-поручник Александар Бортников наводно именован за надзорника операција”.
У мају 2007. је пријављено да је умешан у случај прања новца који је истраживало руско Министарство унутрашњих послова у вези са убиством заменика шефа Централне банке Андреја Козлова.

## Директор ФСБ-а
Председник Дмитриј Медведев је 12. маја 2008. именовао Бортникова за директора ФСБ-а. Његов мандат је довео до тога да се агенција вратила „мачу за кажњавање” који је некада приписиван Чеки.
Бортников је виђен као јастреб и вољни учесник у политичкој репресији руске владе код куће и субверзији у иностранству, међутим, у поређењу са својим вршњацима, Бортников има репутацију једне од индивидуално искренијих личности. Један бивши официр ФСБ је тврдио да је Бортникову „непријатно стање агенције, очигледна корупција, недисциплина, плаћеништво. Али он не зна шта да ради у вези с тим и мисли да то није толико важно колико да се бави [политичким] послом“.
У отвореном писму из децембра 2017. које је објавио Комерсант, више од 30 руских академика критиковало је Бортникова због покушаја да легитимизује стаљинистичку Велику чистку у интервјуу који је дао Руској газети на стоту годишњицу оснивања Чеке, у којем Бортников каже да је архива показао да је „значајан део“ кривичних предмета тог периода „имао објективну страну“. Никита Петров, историчар који проучава совјетске безбедносне службе за Меморијал, осудио је Бортникове тврдње као правни нихилизам у интервјуу за Новају Газета.
Бортников и његов син Денис су чланови Наваљног 35, списка руских кршитеља људских права који је саставио Алексеј Наваљни, а обојицу су касније санкционисале Сједињене Државе, Европска унија, Уједињено Краљевство, Канада и Нови Зеланд.
У марту 2021. године усвојен је закон који омогућава председничким именованима попут Бортникова (који је напунио 70 година 2022. године) да одслуже законски рок за одлазак у пензију.
Извори кажу да је на Путинову одлуку да изврши инвазију на Украјину у фебруару 2022. године утицала мала група ратних јастребова око њега, укључујући Николаја Патрушева, Јурија Ковалчука и Александра Бортњикова. Бортников ФСБ је убедио Путина да би већина Украјинаца поздравила руске трупе као ослободиоце. Константин Скоркин, стручњак за Русију у Карнеги центру, рекао је у интервјуу за Нови глас Украјине да су Бортников и Патрушев формирани током Хладног рата између Сједињених Држава и Совјетског Савеза и да „верују да је блоковска конфронтација са Западом разумна и исправан светски поредак А да би се вратили у предвидљиву и управљиву конфронтацију, неопходно је поделити зоне утицаја кроз рат, чак и уз ризик од сукоба са НАТО-ом, Украјина би требало да буде у руска зона утицаја“.
Дана 20. марта 2022, Служба безбедности Украјине (СБУ) је навела да је Бортников фаворит да замени Владимира Путина међу групом руске елите која планира да убије Путина у покушају да стабилизује економију и поново успостави везе са Западом након санкција уведених Русија за инвазију на Украјину 2022.
The Moscow Times је 25. марта 2022. приметио да је Бортников нестао из видокруга јавности око 11. марта 2022, заједно са другим вишим силовицима, укључујући Сергеја Шојгуа, Игора Костјукова и Виктора Золотова. Као одговор, државни ТВ програми су касније емитовали наводни састанак Савета безбедности 24. марта, укључујући кратка појављивања многих несталих мушкараца, укључујући Бортникова, али се чинило да је то једноставно монтирана верзија ранијег састанка Савета безбедности од 11. марта.
Убрзо након побуне Вагнер групе 2023, белоруски председник Лукашенко га је похвалио (заједно са Јунус-беком Јевкуровим) за посредовање у окончању побуне.

### Дипломатска улога
У фебруару 2015, на позив Сједињених Држава, Бортников је предводио руску делегацију на самит у Вашингтону о борби против насилног екстремизма. Његов лет у Сједињене Државе дебитовао је на јединственом командном месту Тупољев Ту-214ПУ којим је управљао ФСБ.
Током 27–28. јануара 2018. Бортников је поново посетио Сједињене Државе на веома необичном путовању заједно са шефом Спољне обавештајне службе (СВР) Сергејем Наришкином и шефом војне обавештајне службе Руских снага (ГРУ) Игором Коробовим. Њих тројица су се у Вашингтону састали са директором ЦИА Мајком Помпеом, а према саопштењима ЦИА-е, наводно су разговарали о претњи коју представљају борци Исламске државе који се враћају из Сирије у Русију и Централну Азију након интервенција коалиције предвођене САД у грађанском рату у Сирији а посебно Русијом. Бортников је назвао састанке „веома корисним“.
Као председник Руског националног антитерористичког комитета и председник Савета шефова безбедносних агенција и специјалних служби Заједнице независних држава, Бортников је често био прислушкиван као емисар бившим совјетским државама у временима појачаних тензија. Он се 21. маја 2019. појавио у Душанбеу да се састане са лидерима Таџикистана о све већем присуству бораца Исламске државе у суседном северном Авганистану. Током рата у Нагорно-Карабаху 2020, послат је у Јерменију и Азербејџан и водио је трилатерални састанак који су водили шефови обавештајних служби обе зараћене стране. У децембру 2021. године послат је у Узбекистан да се састане са узбекистанским председником Шавкатом Мирзијојевим.

## Приватни живот и породица
Бортников је ожењен Татјаном Бортниковом (рођеном Борисовном). Заједно имају једног сина, Дениса Александровича Бортникова (рођен 19. новембра 1974), који је заменик директора ВТБ банке, друге по величини финансијске институције у Русији. Бортниковов брат Михаил Васиљевич Бортников, рођен 1953. године, је пуковник у пензији, његова сестра Олга Васиљевна Бортникова, рођена 1958. године, је пензионер. Од новембра 2004. до маја 2008. Бортников је био члан управног одбора Совкомфлота (СЦФ), највеће руске бродарске компаније и транспортера угљоводоника.

### Оптужбе о корупцији
Дана 27. јула 2015, Новаја Газета је објавила истражни извештај у којем се тврди да су Бортников, као и бројни други високи званичници ФСБ-а, били умешани у насељавање земљишта у московском округу Одинцов. Према писању листа, група је договорила продају 4,8 хектара (12 ари) земље на месту јавног обданишта дуж аутопута Рубљово-Успенское (уз које се налазе елитна имања, укључујући примарну резиденцију Владимира Путина у Ново-Огарјеву). У замену за нелегалну приватизацију јавног земљишта, сваки је наводно добио око 2,5 милиона долара. Према писању листа, објављене истраге су један од разлога зашто је ФСБ понудио да затвори јавни приступ Росреестровом регистру власништва над имовином. Портпарол Кремља Дмитриј Песков рекао је да није упознат са било каквом истрагом о прекршајима.
Роскомнадзор је 2018. године затворио веб-сајт за истраживачко извештавање Russiangate.com неколико сати након што је сајт објавио извештај у коме се наводи да Бортников поседује тајну парцелу и луксузну кућу у Сестрорецку, 30 километара северозападно од Санкт Петербурга, вредну до 300 милиона рубаља (5,3 милиона долара), на које није плаћао порез.

### Санкције
Бортникова је званично санкционисала британска влада Уједињеног Краљевства 2014. године у вези са руско-украјинским ратом.
Дана 22. фебруара 2022. године, као одговор на то што је Русија признала независност сепаратистичких региона у источној Украјини током увода у руску инвазију на Украјину 2022. године, Сједињене Државе су увеле санкције неколицини руских појединаца и банака, укључујући Бортникова и његовог сина Дениса.